# Paha maa
Pour plus de détails, voir Fiche technique et Distribution.
Paha maa est un film finlandais écrit par Paavo Westerberg, Jari Rantala et Aku Louhimies et réalisé par Aku Louhimies, sorti en 2005. Il s'agit d'une adaptation du roman de Léon Tolstoï Le Faux Coupon.
Le film a gagné 17 prix en plus d'être nommé pour trois autres.

## Synopsis
Le film raconte plusieurs individus créant une réaction en chaine en causant chacun son tour des problèmes à d'autres individus.

## Fiche technique
- Titre original : Paha maa
- Titre en suédois : Fruset land
- Titre international : Frozen land
- Réalisation : Aku Louhimies
- Scénario : Paavo Westerberg, Jari Rantala et Aku Louhimies
- Montage : Samu Heikkilä
- Sociétés de production : Solar Films et Yleisradio
- Pays d'origine :  Finlande
- Langue : finnois
- Genre : Film dramatique
- Durée : 130 minutes
- Dates de sortie[3] :
  -  Finlande : 14 janvier 2005
  -  Suède (Festival international du film de Göteborg) : 3 février 2005
  -  Philippines : 24 avril 2005
  -  Danemark (Festival international du film de Copenhague) : 20 août 2005
  -  Pologne (Festival du film de Varsovie) : 9 octobre 2005
  -  Islande (Festival international du film d'Islande) : 28 octobre 2005
  -  Maroc (Festival international du film de Marrakech) : 16 novembre 2005
  -  Suède : 3 février 2006
  -  États-Unis (New York) : 1er mars 2006
  -  Estonie : 3 mars 2006
  -  France (Festival du cinéma nordique de Rouen) : 17 mars 2006
  -  Hong Kong (Festival international du film de Hong Kong) : 10 avril 2006
  -  Allemagne (DVD) : 26 mai 2006
  -  France (Festival international du film de La Rochelle) : 2 juillet 2006
  -  Pays-Bas (Film by the Sea Film Festival) : 19 septembre 2006
  -  Royaume-Uni : 13 octobre 2006
  -  Pays-Bas : 9 novembre 2006
  -  Finlande (Festival du film d'Espoo) : 24 août 2008
  -  États-Unis (DVD) : 4 août 2009

## Distribution
- Jasper Pääkkönen : Niko Smolander[4]
- Mikko Leppilampi : Tuomas Mikael Saraste
- Pamela Tola : Elina Oravisto
- Petteri Summanen : Antti Arhamo
- Matleena Kuusniemi : Hannele Arhamo
- Mikko Kouki : Isto Virtanen
- Sulevi Peltola : Teuvo 'Teukka' Hurskainen
- Pertti Sveholm : Pertti Smolander
- Samuli Edelmann : 'Jartsa' Matikainen
- Saara Pakkasvirta : Kauppiaan äiti
- Pekka Valkeejärvi : Kauppias
- Susanna Mikkonen : Rehtori
- Niklas Hellakoski : Konsta
- Emilia Suoperä : Maria
- Jonathan Kajander : Joonatan 'Jonttu' Arhamo

## Distinctions

### Récompenses
- Festival international du film d'Athènes : 
  - Meilleur scénario (Paavo Westerberg, Jari Rantala et Aku Louhimies)
- Festival international du film de Bergen :
  - Prix du jury (Aku Louhimies)
- Festival international du film de Göteborg :
  - Church of Sweden Film Award (Aku Louhimies)
  - Dragon Award (Aku Louhimies)
  - FIPRESCI Prize (Aku Louhimies)
  - Nordic Vision Award (Rauno Ronkainen)
- Jussis :
  - Meilleur film
  - Meilleur acteur de soutien (Sulevi Peltola)
  - Meilleure actrice de soutien (Matleena Kuusniemi)
  - Meilleur direction (Aku Louhimies)
  - Meilleur scénario (Paavo Westerberg, Jari Rantala et Aku Louhimies)
  - Meilleur montage (Samu Heikkilä)
  - Meilleurs costumes (Tiina Kaukanen)
  - Meilleur son (Janne Laine, Kirka Sainio et Samu Heikkilä)
- Festival international du film de Leeds :
  - Golden Owl Award (Aku Louhimies)
- Lübeck Nordic Film Days :
  - NDR Promotion Prize - Honorable Mention (Aku Louhimies)
- Festival international du film de Moscou :
  - Prix spécial du jury (Aku Louhimies)

### Nominations
- Festival international du film de Marrakech : 
  - Golden Star (Aku Louhimies)
- Festival international du film de Moscou :
  - Golden St. George (Aku Louhimies)
- Conseil nordique
  - Nordic Council's Film Prize (Aku Louhimies, Paavo Westerberg, Jari Rantala et Markus Selin)[1]